# 波皮利尼亞 (邵爾斯區)
51°43′40″N 32°2′29″E / 51.72778°N 32.04139°E
波皮利尼亞（烏克蘭語：Попільня），是烏克蘭北部的村莊，隸屬切爾尼希夫州的科留基夫卡區。該村始建於1930年，面積0.8平方公里，海拔高度135米，2001年人口140，人口密度每平方公里238.8人。